# Браун, Гретль
Маргаре́та Бе́рта Бра́ун (нем. Margarete Berta Braun, в замужестве Фегелейн и позднее Берлингхофф; 31 августа 1915, Мюнхен — 10 октября 1987, Штайнгаден) — младшая сестра Евы Браун. Входила в ближний круг Адольфа Гитлера, собиравшийся в его резиденции Бергхоф. Супруга группенфюрера СС Германа Фегелейна, связного офицера СС в Главной ставке Гитлера.

## Биография
Гретль Браун — младшая из трёх дочерей Фридриха и Франциски Браунов. Бросив школу в Медингене в 16 лет вслед за сестрой Евой устроилась на работу в фотоателье Генриха Гофмана, личного фотографа Гитлера. С августа 1935 года проживала вместе с сестрой Евой в трёхкомнатной квартире в Мюнхене, которую для Евы снимал Гитлер. Затем сёстры переехали на виллу в Богенхаузене. Как и Ева, Гретль увлекалась фотографией и в 1943 году обучалась в Баварском государственном училище фотографии.
Вместе с сестрой Евой Гретль часто бывала в баварских Альпах в резиденции Гитлера Бергхоф. По свидетельству секретаря Гитлера Траудль Юнге, Гитлер безуспешно боролся с вредной привычкой курильщицы Гретль Браун. Гретль влюбилась в адъютанта Гитлера Фрица Даргеса, но ему любовь девушки, входившей в самый близкий круг Гитлера, опять же со слов Траудль, казалась слишком опасной и лишённой интимности. В 1944 году Даргес допустил непочтительный комментарий в отношении Гитлера и был отправлен на Восточный фронт.
3 июня 1944 года Гретль Браун вышла замуж за группенфюрера СС Германа Фегелейна, офицера связи рейхсфюрера СС Генриха Гиммлера в Главной ставке. Свадьбу, подготовку которой взяла на себя Ева Браун, отмечали во дворце Мирабелль в Зальцбурге в присутствии выступивших свидетелями Гитлера, Гиммлера и Бормана. Торжества продолжались в течение трёх дней в Оберзальцберге. Брак Гретль с Фегелейном позволил Гитлеру в последующем приглашать Еву Браун на официальные мероприятия. По воспоминаниям секретаря Гитлера Кристы Шрёдер, после свадьбы сестры признательная Фегелейну Ева Браун говорила: «Теперь я кто-то, я — золовка Фегелейна!». Герман Фегелейн, известный плейбой, неоднократно изменял супруге.
23 апреля 1945 года Ева Браун написала своё последнее письмо сестре Гретль, в котором попросила её уничтожить всю её деловую корреспонденцию, а личную переписку — надёжно спрятать. Эти документы после войны так и не были обнаружены.
Герман Фегелейн бежал из фюрербункера и был арестован за дезертирство 28 апреля 1945 года в своей квартире в Берлине. Гретль на этот момент находилась в положении. Первоначально Гитлер хотел отправить Фегелейна на оборону Берлина, но узнав о переговорах Гиммлера с союзниками, приказал арестовать Гиммлера и расстрелять Фегелейна.
Гретль родила дочь 5 мая 1945 года в Оберзальцберге и назвала её Евой, в честь покончившей с жизнью сестры. 6 февраля 1954 года Гретль Браун вышла замуж за Курта Берлингхоффа. Дочь Гретль Ева Барбара, покончила жизнь самоубийством 9 апреля 1971 года после смерти её возлюбленного в автокатастрофе. Гретль Браун умерла в баварском Штайнгадене в возрасте 72 лет.